# Лавкрафтовские ужасы
«Лавкрафтовские ужасы» (англ. Lovecraftian horror) или «Космический ужас» (англ. Cosmic horror) — поджанр литературы ужасов и фантастики, родоначальником которого стал американский писатель ужасов Говард Филлипс Лавкрафт. Сам Лавкрафт относил свои произведения к жанру «космического ужаса» и отмечал ряд писателей начала XX века, которые вместе с ним создали этот жанр. В этих произведениях страх перед неизведанным и непостижимым обыгрывается больше, нежели страх перед кровью и другими исконными элементами ужасов.
В творчестве Лавкрафта подчёркиваются такие темы, как: космические божества, угроза нечеловеческих существ, запретные знания, человеческое безумие, роль религии и суеверий, судьбы и неизбежности смерти, риски научных открытий и прочее, — все это ассоциируются с «Лавкрафтовскими ужасами». «Мифы Ктулху» их часть. Вместе они преобразовали и популяризировали жанр «космического ужаса».
Творчество Лавкрафта со временем серьёзно повлияло на массовую культуру: особенно на фильмы ужасов, видеоигры и настольные игры, — в них стали использовать название «Лавкрафтовские ужасы».
Исследователи творчества Лавкрафта называют некоторые ужасы «лавкрафтовскими» и используют термин «Лавкрафтиана» вместо «Лавкрафтовские ужасы». С. Т. Джоши пишет в «Black Wings: Tales of Lovecraftian Horror» (2012), что этот термин охватывает широкий спектр: от стилизаций, которые имитируют насыщенную манеру письма Лавкрафта и механически воспроизводят его божеств, персонажей и окружение; до работ, которые содержат лишь намёки на общие темы Лавкрафта. Джоши также указывает, что работы многих мастеров ужаса представляют собой своеобразный союз между «лавкрафтовскими» ужасами и совершенно разными жанрами.

## Истоки
Лавкрафт в своём эссе «Сверхъестественный ужас в литературе» выделил ряд писателей, которые вместе с ним создали жанр «космического ужаса»: Эдгар По, Алджернон Блэквуд, Амброуз Бирс, Артур Мейчен, Роберт Чемберс, лорд Дансени и другие. Лавкрафт стремился отличить свою работы от существующей готической литературы и научной фантастики, подняв темы ужаса, по его собственным словам, до «космического уровня». Стивен Кинг, являющийся последователем Лавкрафта, сказал, что произведения Лавкрафта «уникальные среди всей американской литературы и актуальны до сих пор в полную силу».
Лавкрафт развил уникальный литературный стиль, который включал необычные описания существ, сверхъестественных явлений, дочеловеческие времена и т.п. Лавкрафт писал в письме Рейнхарду Кляйнеру от 23 апреля 1921 года, что работает над новым стилем, который он называл «Печаль и Ужас». В зрелом возрасте Лавкрафт начал писать произведения, в которых сложился многословный архаичный стиль. В течение 1924 года Лавкрафт улучшил структуру письма и разработал новый стиль, который изменил всего его творчество, и образовал его личную философию космицизма.
Космицизм, — отличительная черта всех произведений Лавкрафта. Это представление того, что обычная жизнь является лишь тонкой оболочкой над реальностью, настолько абстрактной и чуждой ним, что простое осознание этого нанесёт ущерб здравомыслию нормального человека. Этому сопутствуют темы незначительности, бессилия человека перед космическими масштабами и бескомпромиссный негатив.  Чайна Мьевиль пишет, что «ужас Лавкрафта заключается не в навязывании, а в осознании. Мир всегда был неумолимо мрачным; ужас заключается в нашем признании этого факта». Проза Лавкрафта пропитана атмосферой сельской местности Новой Англии.

## Темы
Основные темы «космического ужаса» изложены Лавкрафтом в его эссе «Сверхъестественный ужас в литературе». Позже был определён ряд тем и особенностей, связанных с «Лавкрафтовскими ужасами»:
- Страх перед неизвестным и непознаваемым[33].
- Страх, который мы испытываем, когда сталкиваемся с «явлениями, находящимися за пределами нашего понимания, масштабы которых выходят за пределы узкой области человеческих возможностей и которые имеют космическое значение»[34]. Здесь ужас проистекает из осознания того, что человеческие интересы, желания, законы и мораль не имеют значения или смысла во Вселенной в целом. Следовательно, было отмечено, что внеземные сущности в работах Лавкрафта не были злыми, они были далеко за пределами человеческих представлений о морали[35].
- Осознание «места человечества в огромной, лишённой комфорта Вселенной, исследуемой современной наукой», в которой ужас проистекает из «открытия ужасающей правды»[36].
- Натуралистическая комбинация жанров ужасы и научной фантастики, в которых любые предположения о природе реальности «размываются». Лавкрафт чаще стал применять такие элементы, как математика, неевклидовая геометрия, эйнштейновская наука и свой личный материализм[37].
- Страх того, что «технический и социальный прогресс, начиная с классических времён, способствовал притуплению осознания величины и пагубности макрокосма, в котором содержится человеческий микрокосм», или, другими словами, преднамеренное подавление ужасающей природы космоса как реакции на «первозданный ужас мира»[22].
- Беспомощность героев перед лицом непостижимых сил, которые низводят людей из привилегированного положения до незначительности и некомпетентности[38][39]. Лавкрафт сознательно преуменьшал роль человеческих персонажей. Его «космическая» перспектива рассматривает человечество как крошечный и несущественный элемент в бесконечности космоса и времени. Действительно, в конце свой жизни он написал: «Единственные "герои", о которых я могу писать, - это явления» (Избранные письма 5.19).
- Эстетика мерзости. Озабоченность внутренностями, слизью, веществами похожими на студень и желе, в отличие от типовых элементов ужасов, таких как кровь, кости или трупы[40].
- Риск научных открытий. Лавкрафт сместил акценты с человеческих проблем на космические.[источник не указан 409 дней]
- Мизантропия и отрицание антропоцентризма. В произведениях Лавкрафта доминировала двусмысленность и особое видение космоса. Человек не исключительный вид, а наоборот — человечеству отводится незначительное место во Вселенной. Космос и его обитатели безразличны к человечеству. Причём само человечество свою ничтожность не признаёт[41].
- Роль религии и суеверий. Лавкрафт выбрал позицию сильного атеизма и отмечал опасность религии.[источник не указан 409 дней]
- Рок. Герои бессильны перед злом, неспособны ему противостоять или влиять на ход событий. Их влечёт в потаённые места по воле судьбы и они не контролируют свои действия, и не могут изменить курс. Они бы спаслись от опасности, если бы могли сбежать; но эта возможность не возникает либо невероятным образом ограничивается некой внешней силой. В итоге даже побег или смерть не обеспечивают им безопасности. В некоторых случаях гибнет всё человечество и спастись невозможно[42].

## Соавторы и последователи
Критики отмечают, что влияние самого Лавкрафта на жанр может быть вторично, поскольку он искал вдохновение в переписке с другими писателями, которые публиковали известные произведения. Число писем Лавкрафт поистине грандиозное и насчитывает от 30 до 100 тысяч писем. В соавторстве с Лавкрафтом работали над совместными произведениями, такие писатели как: Роберт Блох, автор «Психо»; Роберт Говард, создатель Конана-варвара; и Август Дерлет, который сосредоточился на создании «Мифов Ктулху»; а позже появились многочисленные последователи. Все эти писатели сформировали жанр «Лавкрафтовских ужасов», хотя они не были соавторами Лавкрафта. Иногда эти понятия рассматривают отдельно
Последующие авторы в значительной степени опирались на работы Лавкрафта. Многие авторы прямо ссылались на элементы и Мифы Лавкрафта, явно подражали ему, создавали похожие ассоциации, а другие опирались лишь на общие черты, намёки, ощущение и тон его работ, и не ссылаясь на элементы работ Лавкрафта. Критики считают, что Лавкрафт и Эдгар По являются самым влиятельным автором современных ужасов. Стивен Кинг сказал: «Теперь, когда время дало нам некоторое представление о творчестве Лавкрафта, я думаю, вне всякого сомнения, его ещё предстоит превзойти как величайшего исполнителя классического ужаса XX века».